# Jeremy Steig
Jeremy Steig (født 23. september 1942 i New York, USA, død 13. april 2016 i Yokohama, Japan) var en amerikansk jazzfløjtenist.
Steig hørte til jazzens betydelige fløjtenister i 1960´erne og 1970´erne. Han spillede med Eddie Gomez, Steve Gadd, Jan Hammer og Bill Evans. 
Steig udnyttede fløjten på samme vis som hans instrument kollega Rahsaan Roland Kirk med masser af overtoner, sang og multiphonics.
Han mestrede hele rangen af fløjtefamilien, lige fra piccolofløjte til basfløjte. Steig var også kunstmaler.

## Udvalgt Diskografi
- Flute Fever
- Jeremy and the Satyrs
- Legwork
- This Is Jeremy Steig
- Outlaws – med Eddie Gomez
- What´s New – med Bill Evans
- Lend Me Your Ears
- Rain Forest – med Eddie Gomez
- Firefly
- Jigsaw

## Eksterne links/kilder
- Jeremy Steig på allmusic.com
- Jeremy Steig på allaboutjazz.com